# International SuperModified Association
L'International SuperModified Association ou plus familièrement ISMA, est une série de courses automobiles pour voitures dites "modifiées", c'est-à-dire des voitures surbaissées, presque sans carrosserie, qui utilisent des ailerons pour produire suffisamment d'appui pour prendre les virages à des vitesses extrêmement élevées. Le moteur est placé du côté gauche du conducteur, aussi pour aider à prendre les virages à haute vitesse.
Cette association a été fondée en 1974 et a son siège social à Liverpool dans l'état de New York. Elle est la plus importante série pour ce genre de voitures en Amérique du Nord. Elle se produit dans le nord-est des États-Unis et l'est du Canada, de l'Ohio au Maine.
La série itinérante existe depuis 1976. Les pistes Delaware Speedway en Ontario, Star Speedway au New Hampshire et Thompson International Speedway au Connecticut sont restées fidèles à la série depuis 1977.

## Circuits visités par la série en 2015

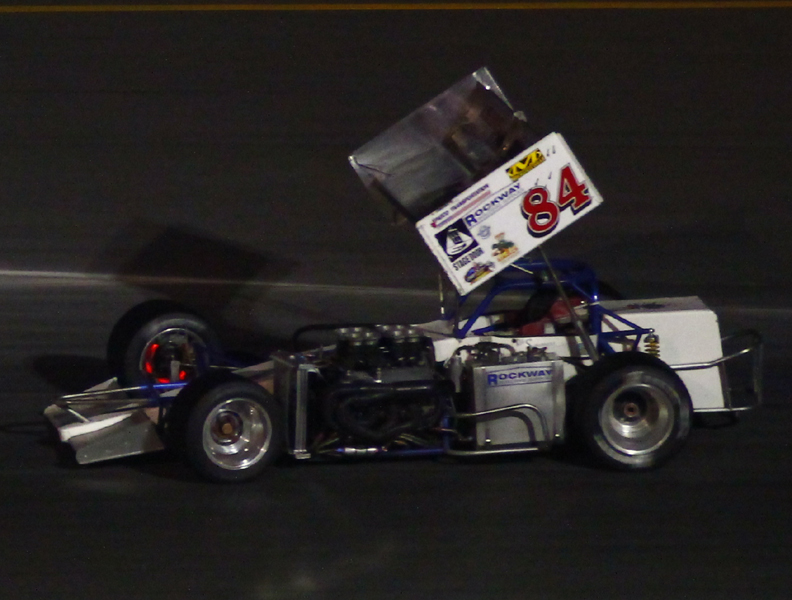
Mike Lichty, champion de la série en 2012 à l'Autodrome Chaudière le 22 juin 2013 - Photo Paul-Émile Poulin-Jacques

| Pistes                          | Localisation           | Longueur               |
| ------------------------------- | ---------------------- | ---------------------- |
| Oswego Speedway                 | Oswego, New York       | 5/8 de mille (1 006 m) |
| Delaware Speedway               | Delaware, Ontario      | 1/2 de mille (805 m)   |
| Lee USA Speedway                | Lee, New Hampshire     | 3/8 de mille (803 m)   |
| Sandusky Speedway               | Sandusky, Ohio         | 1/2 de mille (805 m)   |
| Waterford Speedbowl             | Waterford, Connecticut | 3/8 de mille (803 m)   |
| Star Speedway                   | Epping, New Hampshire  | 1/4 de mille (402 m)   |
| Thompson International Speedway | Thompson, Connecticut  | 5/8 de mille (1 006 m) |
| Lorain County Speedway          | Amherst, Ohio          | 3/8 de mille (803 m)   |